# Pellroja
Pellroja (en plural pellroges) és una descripció racial per als pobles d'Amèrica i una de les metàfores del color de la raça utilitzades a Europa i Amèrica del Nord des de la colonització Europea de l'hemisferi occidental.
Aquest terme o etnònim és considerat per alguns com a ofensiu. D'acord amb l'Oxford English Dictionary (OED), el terme redskin, com els termes «indi vermell» o «home vermell», ve del color vermellós d'alguns natius americans. L'OED parla de l'ús del vermell referint-se al color de la pell des del 1587. Moltes teories defensen una nova versió de l'origen de la paraula, però encara no hi ha una conclusió definitiva.

## Extensió del mot
Molts estenen la denominació Pells Roges a tots els indígenes d'Amèrica; però més pròpiament s'aplica als de la part de l'Amèrica del Nord colonitzada per Anglaterra i França. En ella és l'home potser tan antic com a Europa, havent viscut amb el mamut, el Mammútid i el cérvol gegant, i desenvolupant un tipus físic intermedi a l'asiàtic i a l'europeu, amb nas més sortint i fins i tot aguileña, ulls més oberts que aquell, mans i peus menors i menor resistència física, amb més varietat de tipus secundaris. El color de la pell no és pròpiament vermell, sinó quan està pintat; al natural més aviat és marró amb matisos diversos, que al Migdia arriben al xocolata i gairebé negra. El cabell és llis i rígid, de secció gairebé rodona, negre, amb reflexió pardusca: els neix barba, més del que generalment es creu, però la suprimeixen, i on més barbuts es troben és al NO. i N. Són una mica més prògnats que els europeus, tenint també més pronunciats els arcs zigomàtics i les mandíbules cap als costats, aconseguint regularment força capacitat cranial. 1300 a 1500 els homes i 1150 a 1350 les dones.

## Cultura
Allò independent del desenvolupament de la seva cultura es revela, entre altres coses, en els seus idiomes, tan diferents dels asiàtics i europeus; però amb la reculada del gel va començar a relacionar-se amb els pobles orientals, important al Nord l'arc compost o reforçat asiàtic i exportant alguns elements al NE. d'Àsia. Prescindint de l'esquimal, els idiomes de l'Amèrica del Nortese agrupen a N. del Pacífic i N. de l'Atlàntic, aquests últims dividits en els grups tabasco, algonquí, iroquès, sioux o dakota, muscoguee, coahuiltecs i cado, al Centre, el xoixons i potser emparentat a ell els sonors.
Per a l'etnografia és més útil la classificació cultural i sobre això es noten tres regions més intenses, vers l'Atlàntic, el SO. (indis pobles) hortolà i la costa NO. pescadora, a més de la cultura peculiar esquimal. Amb la introducció del cavall moltes tribus, abans sedentàries, es van fer nòmades caçadores a les praderies, encara que ja el búfal portava d'antic el nomadisme. Els antics materials eren les armes i utensilis de pedra, per al vestit i la botiga de pell de búfal, per a la decoració les pues de porc espí tenyides, però les fetes es conservaven encara amb els nous materials de ferro, llana i abaloris.
Els pelleters de Canadà, principalment tabacs i algonquins cree, muntanyencs i naskapis, tenen una cultura inferior a la dels esquimals, sense una organització gentílica ben estricta; cacen el ren acorralant-lo; els de l'O. pesquen el salmó en nanses o en preses; els del N. van prendre dels esquimals el dard i l'arpó. Les botigues són còniques o en cúpula, i els carriers a l'hivern tenen cabanes amb cavallet cobert d'escorces i portal semicircular. A l'estiu usen canoes d'escorça, molt elegants els nenenot o Iuracs i cree; a l'hivern el tobogan i les raquetes per caminar sobre la neu. El vestit és de cuir amb els pantalons units als mocassins i d'ornament força escàs. A l'O. hi ha un teler molt primitiu de tires de pell de conill. Els cacics carriere usen un adorn cerimenial de cabell de dona i de barbes de lleó marí; també tenen adorns de dentalium a les orelles i envà del nas.

## Tribus atlàntiques
Les tribus atlàntiques fins al Mississipí, iroquesos i algonquins, gairebé han desaparegut; l'última revolta capitanejada per Tecúmseh, va ser sagnantment vençuda a la batalla de Tippecanoe en (1811). Els cherokees, ja d'abans cristians, van acceptar la civilització i organització política copiada dels colons el 1820; però la troballa d'or en el seu districte fou causa de la seva expulsió. Els seminoles van morir amb el seu cap Osceola entre 1835 i 1842. Aquestes tribus eren hortolanes, sedentàries, amb cases fixes, llogarets fortificats, organització gentílica, fortes unions polítiques, formes religioses superiors. Cultivaven blat de moro, carbasses, mongetes, tabac, melons d'aigua (Sindriera), gira-sol per torrar-lo i fer farina, al Migdia moniato; s'abonaven les hortes amb peix, marisc i cendra; es llaurava amb aixada de espatlla de cérvol o de petxina i també de pedra.
S'anava a collir l'arròs d'aigua silvestre, s'extreia sucre de l'auró i es feia fermentar, es prenia una mena de mat i els del N. a l'hivern caçaven. Els hurons tenien cases de 50 m. amb passadís i departaments per a les famílies; al migdia es feien les parets de fang amb palla: al golf es construïa sobre terrasses. Forjaven el coure, però no el fonien, i aquest i l'obsidiana s'estenia pel comerç a moltes tribus llunyanes.
Els iroquesos construïen les seves canoes amb escorça a la regió dels llacs i a la costa atlàntica de tronc foradat. Al Migdia es feien vestits de teixit, però s'usaven a més, mantells de pell i plomes. A la part oriental entreteixien el Wampum, amb conques de petxines violetes i blanques (Fulgur carica i Venus mercenària), molt importants per al comerç, per a indemnitzacions, regals i convencions.
Els iroquesos feien servir una espècia de mandil, polaines, mocassins i una gorra amb ploma d'àguila. La gent era matrilineal amb el seu corresponent tòtem (nom i símbol) i exogàmes i algunes amb matriarcat estricte, comunistes amb usdefruit per dos anys.
A més del jutge de pau electiu, hi havia un capità de guerra: confederacions importants van fundar les sis tribus cree i els iroquesos a partir d'Hiawatha el 1570. En ells es va desenvolupar el bàrbar costum guerrera de caçar cabelleres, el martiri dels presoners i canibalisme, en especial del cor. Creien en diverses ànimes, que, segons els hurons, no descansaven fins al gran soterrament, celebrat cada vuit o deu anys. Els fenòmens naturals eren animats, adoraven uns al sol, altres creien en genis del tro, del vent, gegants de pedra, en animals com a causants de malalties, combatent-los amb conjurs i prescripcions homeopàtiques, celebraven festes de la germinació, d'any nou i renovació del foc o sacrifici d'un gos blanc; així, als ojibwa (o Anishinaabemowin) els wabeno o hechices no es confonien amb els yessakid o profetes, i a la societat religiosa secreta d'homes i dones hi havia diferents graus.
Iroquesos i algonquins creien en una força màgica indeterminada, que irradia de tots els éssers, orenda o manitu, de que per generalització i personificació va venir a ser Guitxe Manitú o el gran mag, que ha creat el món; el mantenidor del cel o Taroñawagon està també allunyat del culte, i com a mediadors actuen els herois, la gran llebre, la parella de rivals Ioskeha i Tawiskaron, etc. Van arribar també a inventar una escriptura jeroglífica, amb què els delaware (també Lenapes), van escriure sobre escorces les seves tradicions.

## Tribus de les Praderes
Les tribus de les praderies eren caçadores de búfals, castors, cérvols i ants, a les muntanyes d'ossos grisos. El búfal els va forçar a la vida errant i es va desenvolupar la vida de rapinya. S'acostaven a la ramada disfressats de coiots; transportaven els pals de les seves tendes a lloms de gossos i a sobre asseguts els nens; per al pas dels rius usaven bots rodons de cuir. Els atuells eren de cuir, banya i fusta, s'hi coïa amb pedres candents; es feia també pemmikan de carn seca i picada. Les pedres les humitejaven i pelaven, adobaven amb orina, fetge i molsa, afumaven, adobaven i estiraven. Els homes vestien taparreps, polaines i mocasins; de vegades una ropilla amb mànigues i un gran mantell amb figures narratives, adornant-se amb plomes i amb pues de porc espí, ossos de cérvol a manera de cuirassa, colls, urpes d'ós, sobretot copets de cuir amb plomes, banyes de búfal els grans guerrers. Es pintaven per a les festes i guerres amb ocre, terra blanca d'infusoris, sutge i grafit. Els homahas tenien patriarcat i matrimoni per grups, i els Pawnee 13 comunitats de llogaret endógamas; en moltes tribus hi havia societats varoniles per edats, shaminístiques unes, socials altres. El comerç es feia principalment amb la terra de pipes vermelles. Arc compost només en tenien els dakotes, les fletxes eren curtes, de fusta, amb moltes plomes, també usaven llances i maces, el tomahawk o doble martell i després destral, escuts rodons de pell amb figures de visions; caçaven cabelleres, i aquest costum es va estendre més pels premis oferts pels colons; el canibalisme era general al S. de Texas. Les seves creences eren animistes i dipositaven els seus morts a plataformes; els kiowes adoraven el sol i tenien ídols de pedra; els Wichites societats secretes que sacrificaven a les estrelles; es conjurava els búfals mascarades; el xaman curandero actuava amb tambors, sonalls, pipes, butxaques i altres encanteris; tenien pals sagrats i danses sagrades del sol amb mortificacions cruentes. Creien els lakotes amb Wakan, senyor de la vida, l'ancià immortal, els Pawnee amb Tirawa, suprem déu i creador dels altres déus.

## Tribus del NO.
Las tribus del NO. cap a la costa abundant a illes, tlingit o coloshes, Tsimshian, haida, wacash, selish, nutka i kwakiut, chinucos, shahaptin y kutanais, son pescadors de salmó, foques, lleons marins i balenes, calamars i monacàntids, abadejos i llenguados. A l'hivern s'alimenten de salmó sec i d'oli de peix cuit amb pedres candents, de baies, arrels, algues i mariscs, cérvols, osos i cabres salvatges; a l'estiu viuen a les canoes de cedre buidat, però molt boniques i amb veles d'estora; a l'hivern en grans cases de fustes molt artísticament tallats, amb instruments de pedra i banya, en figures d'homes i animals molt estilitzades, com són també els pals heràldics de davant de les cases, les arques, galledes per al greix, buidadors, maces, hams, caretes, sonalls, ceptres, escudelles, culleres, pipes, etc. D'escorça de cedre són les esclavines i els adorns de ball, de la seva arrel i branques els cistells i barrets. Fibres d'escorça i pèl de cabra i gos servien per teixir mantells de ball amb abundant ornamentació d'ulls, que eren part del cerimonial dels cacics del Nord amb jaqueta copet amb caigudes d'armíny i polaines amb becs de papagai. El vestit ordinari era de pells i s'adornaven amb dentalium i haliotis; les dones portaven un bodoque oval de fusta al llavi inferior. Els chinucos i kuakiuti deformaven el cap dels nens. Les tribus s'especialitzaven en les diferents arts i se n'originava un comerç molt actiu. Les armes eren punyals de coure, llances, arc i fletxes, matxets o macana, cuirassa de tauletes i cascos caretes. Es distingien noblesa, poble i esclaus, aquella principalment plutocràtica, però amb malbarataments i ostentació de liberalitat a dojo. Al N. dominava el totemisme, amb gent matriarcal exogàmica dividida en dues a sis fratries; es tatuava el tòtem i el figuraven en tots els utensilis; celebren mascarades representants de la llegenda d'adquisició del tòtem.
Al S. la unitat social és el llogaret patriarcal; però els kuakiutl van adoptar el toteisme i el matriarcat, encara que contrarestats per efecte de les societats secretes, fundades en visions d'esperits i que practiquen mascarades, pallassades i prestidigitacions. Els xamans combaten les malalties, causades pel robatori de l'ànima, tornant a atrapar aquesta o havent de fer un viatge a l'infern a la recerca per procediments mímics i figurats. Són animistes i els bilchula tenen una deessa, Quamaits, i un déu sol, Seuch. Al N el corb Ielch roba el sol de la caixa del rei del cel i el porta als homes;
els kuakiutl creuen que el gran viatger Kanigyilak va lliurar els homes del ventre d'un monstre.

## Tribus d'Oregón i California
Les tribus d'Oregón i California, klamaths i modoc, shasta, yuroks, pomo, maidus, wintun, hupes, paiute i chemehuevi, primitivament mancaven d'agricultura i la caça i la pesca estaven poc desenvolupades, alimentant-se principalment de vegetals silvestres, sobretot de glans picades en buits de la penya tancats amb un cistell sense fons, torrades amb pedres candents o cuites pel mateix procediment en cistells impermeables. La cistelleria estava molt perfeccionada amb estructura espiral, i els atuells, culleres i caixetes es feien de petxina i banya d'ant. Menjaven també nimfees i pometes, que anaven a buscar els pantans amb una mena de raqueta, com les feien servir al Canadà per a la neu. Navegaven en basses de feixos de joncs i les seves barraques eren rodones, còniques o cupulars. L'obsidiana servia per a ganivets i fletxa; també usaven una tauleta llancívola. Per al comerç servien els haliotis i dentalium i plomes de bec fuster. Les dones hupa usen dues trenes i una caputxa de palla, faldellí de cuir obert per davant i sota d'ell un davantal de closques; els homes un davantal de pell, polaines i mocassins. Gairebé no hi havia organització gentílica ni toteisme i les societats varonils tenen per principal objecte intimidar les dones; els karok i hupa es reuneixen en foies quadrangulars i els pomo en circulars, amb teulada, que serveixen també per a dessuadors, a que són molt aficionats. Les danses tenen importància màgica per a la multiplicació danimals i plantes i contra les malalties; són animistes i amb mitologia força desenvolupada; els karok adoren Kareya, Ser Suprem, assegut en un tron al cel; Limantuwingyai, segons els hupa, viu més enllà de l'Oceà i ha donat a la terra la forma actual.
Pueblo és un grup de tribus, totes elles pertanyents als grups lingüístic kiowa-tano o keres, a més dels hopi (uto-asteca) i zuni (grup aïllat). Els sonors (també Ópata) abasten des de l'angle intern del golf de Califòrnia fins a Zacatecas i Jalisco, pel N. fins als Yuma o quechans del Colorado inferior i Gila, que van arribar a la península amb els maricopes, etc., i de N. a S. segueixen els pimes, cahítas, tarahumares, tepehuans, cores i huichols. Són hortelans que conreen blat de moro, mongetes, melons i carbasses, tenen séquies i bancals. Diferents són els seris de l'illa Tiburón i la costa immediata que no han arribat a llaurar la terra. De certes atzavares obtenen els sonors el mescal torrant-lo amb pedres candents i per fermentació una beguda alcohòlica, la preparen els tarahumares, cores i huichols del peiot de les parameres d'Orient. Usen basses de joncs, han desenvolupat la indústria de la cistelleria, construeixen barraques de palla en forma de rusc amb sòcol de pedra i d'altres temps es coneixen ruïnes de cases grans cap al riu Gila; els tarahumares a primers del segle xx, encara eren en part troglodites. Els cores van ser convertits pels espanyols el 1722; però conserven formes primitives de la religió mexicana. Enmig de l'empireu hi ha el déu del Foc, Tatenari o (el nostre avi): juntament amb ell la deessa de la terra i el déu del sol, Tayaú o (el nostre pare); els temples són circulars com les barraques, amb parets de pedra i fang i sostre de palla, però més grans que aquelles, amb llar, llosa amb l'ídol i de vegades un encanteri amb pedra;
en ells s'ofrenen fletxes, que són alhora palets d'oració, amb penjalls que representen la comanda, un altre palet en creu, estrella o estoreta amb fils de cotó i carbasses amb mosaics d'abaloris; s'usen timbals de la forma dels de l'antic Mèxic i se sacrifiquen galls dindi i cérvols.

## Conducta del Colons americans
La conducta dels colons americans respecte a les pellroja ha variat segons les races d'aquells i les diferents èpoques. Així, les Companyies franceses d'explotació de les pells del Canadà, com la de la Badia de Hudson, del Nord-oest, l'Americana de Pells, la d'Alaska, van consentir no només en el tracte, sinó fins i tot en l'encreuament amb els indis. Es va formar una llengua en què els dialectes indis tenien nombroses veus franceses, i va anar creixent una raça mestissa que va adquirir molta importància a la història canadenca. Aquesta influència francesa entre els pellroja es va fer sentir a tot el país, des de l'Atlàntic fins als Grans Llacs, així com també a Louisiana I les Muntanyes Rocoses. A Nova Anglaterra, en canvi, es va mirar amb menys favor els indígenes, no parlant ni tan sols d'ells les primeres concessions règies. Més endavant es van reconèixer els drets d'aquells salvatges i prínceps pagans, com l'emperador Pawhanant (Wahunsonacock) i el dels Crees.
Des de l'època de la Independència americana es van concedir als indis tres grans reserves amb la fe solemne de tractats subscrits pel Govern federal. Primerament molt extensos, es van anar reduint després, i es va convertir l'immens país indi en un territori de molt menys grans fronteres. El 1871 el Govern va deixar de fer tractats, concretant-se en simples convenis. Més reduïdes encara les fronteres per la llei del 1878, i gradualment menys respectades pels aventurers americans, es va haver d'acudir a nous reglaments. El 1887 es va votar la Llei anomenada de Land Severalty. que pràcticament posava fi al sistema de reserves. Es procurava, en una paraula, abolir la vida de tribus independents, fusionant els pellroja amb la població blanca. Modificada aquella Llei el 1890, concedia a cada persona un territori de 20 a 80 hectàrees, venent-se la resta a colons blancs. El Tribunal Suprem de la Unió ha considerat com a ciutadans els indis que visquin en els terrenys que conreen. Els conflictes armats amb la població blanca han reduït cada cop més el nombre de pellroja. Moltes vegades han estat expulsats del seu territori i traslladats a un altre com a càstig, com va passar el 1838/39 amb els iroquesos i algonquins.
No obstant això, el 1876 van renovar encara aquests les seves hostilitats en la rebel·lió del Siting Bull, i van ser els indis de les planes que més gent van perdre lluitant contra els blancs.
Les insurreccions índies no van cessar, amb tot, encara a finals del segle XIX i principis del XX, i així el 1901 s'ha d'esmentar la dels creus i el 1905 la dels tabascos. es calcula que els tabac eren a principis del segle XX la meitat del que eren feia un segle. A Califòrnia no era més que 15.000, quan abans eren 150.000. A les planes va minvar enormement la raça índia des del seu contacte amb la blanca. A la regió del Pacífic septentrional la seva població no arribava a una cinquena part de la primitiva. Tot i això, les observacions d'aquell temps emeten dubtes sobre el fet, o si més no la seva extensió. En primer lloc, sembla conjectural o fantàstic en nombre d'indis assenyalat abans de la conquesta. A més, no totes les tribus havien desaparegut; algunes, com la dels cheroquis, semblaven més nombroses que mai.
Finalment, molta part de l'anomenada desaparició no és més que una simple absorció per l'element blanc. Al Canadà el cens oficial del 1907 utilitzava un augment de la població pellroja. El mateix va passar a Amèrica del Nord, on el cens de 1906 assenyalava un augment degut, pel que sembla, a les tribus de Califòrnia.
Hi ha una aparició dels pellroges al còmic Tintín a Amèrica, en què Tintín es troba els nadius tractant de fugir d'una organització mafiosa de Chicago.

## Galeria ètnica

"
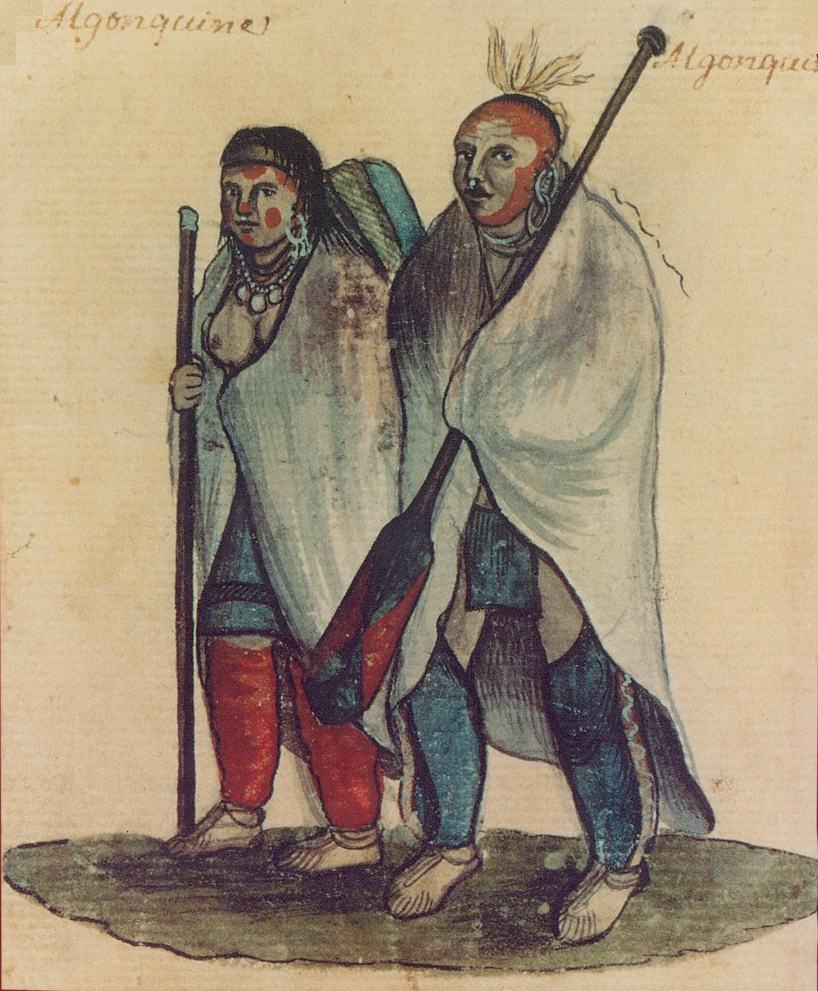
Algonquin Couple, una aquarel·la del segle XVIII d'un artista desconegut. Cortesia de la City of Montreal Records Management & Archives, Montreal, Canadà.
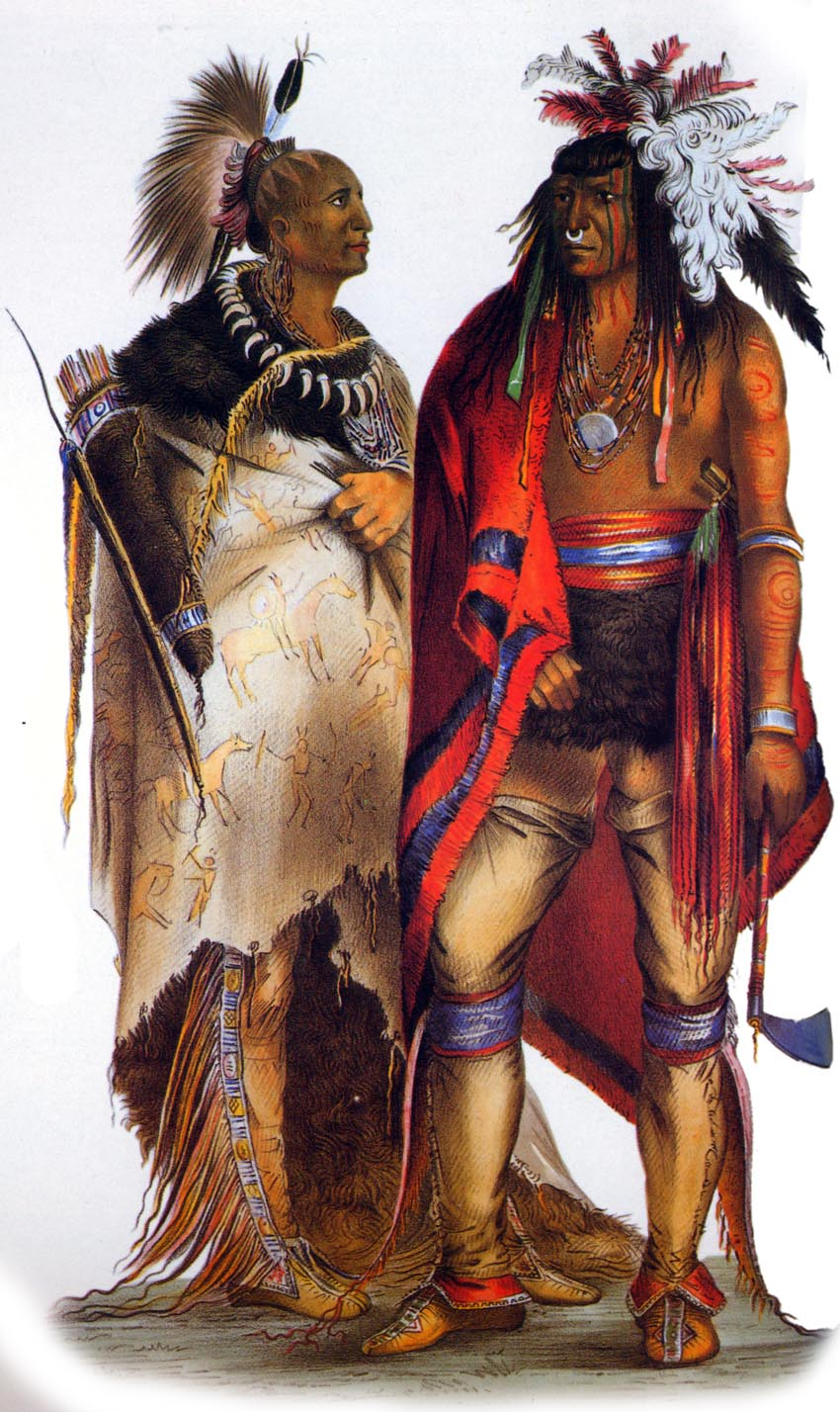
Dos mohawks
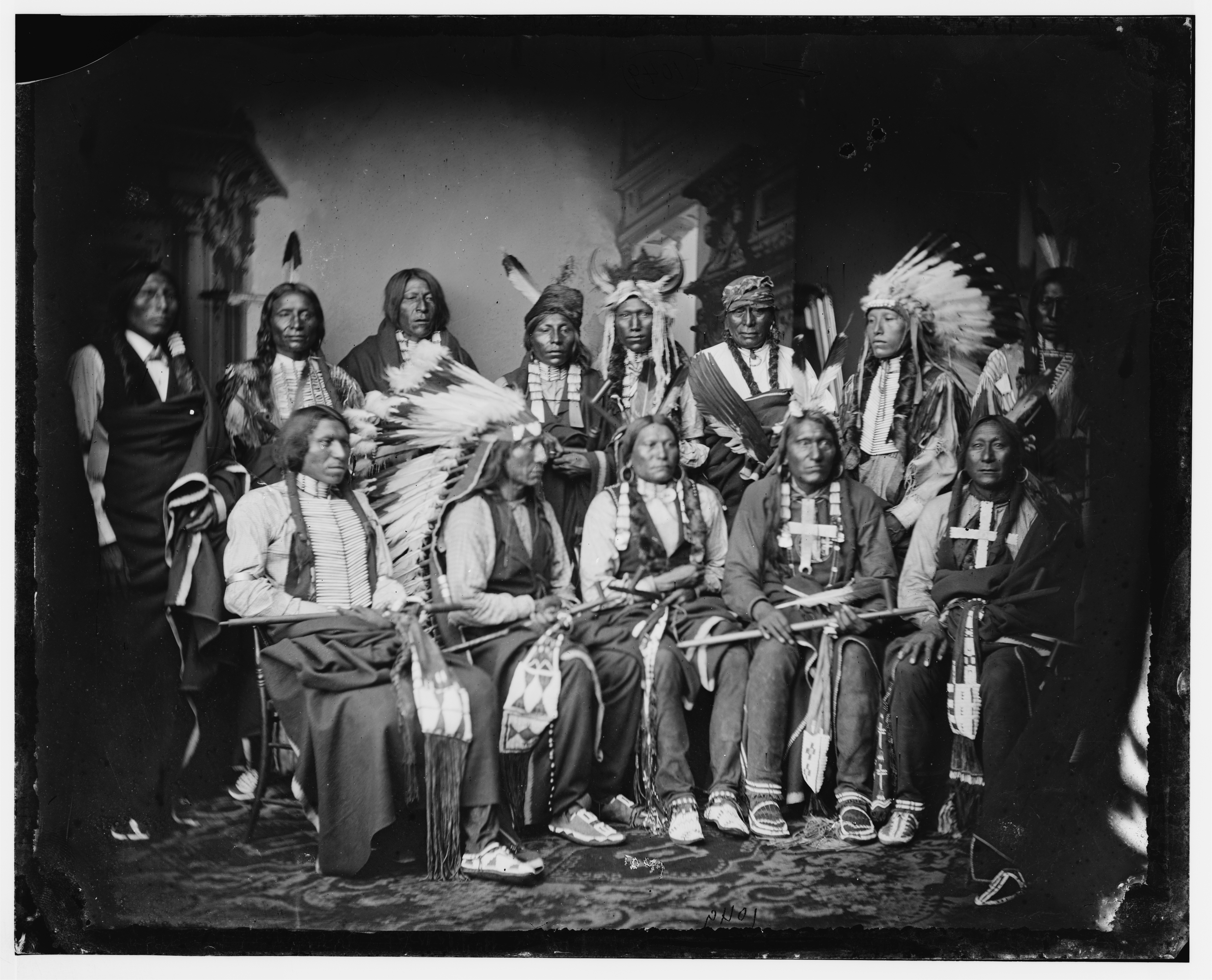
Red Cloud i altres sioux
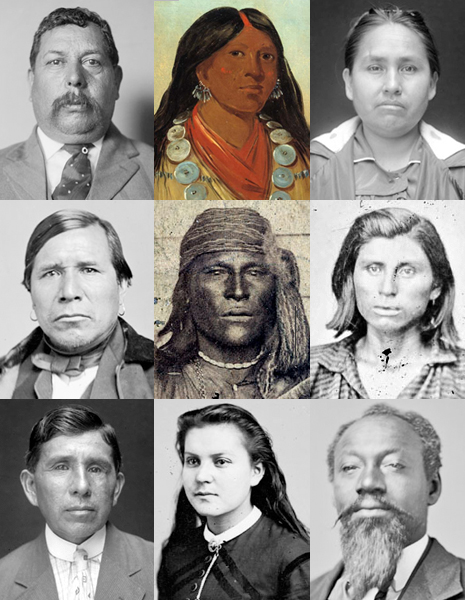
Un collage de Muscogee de diverses fonts de domini públic.
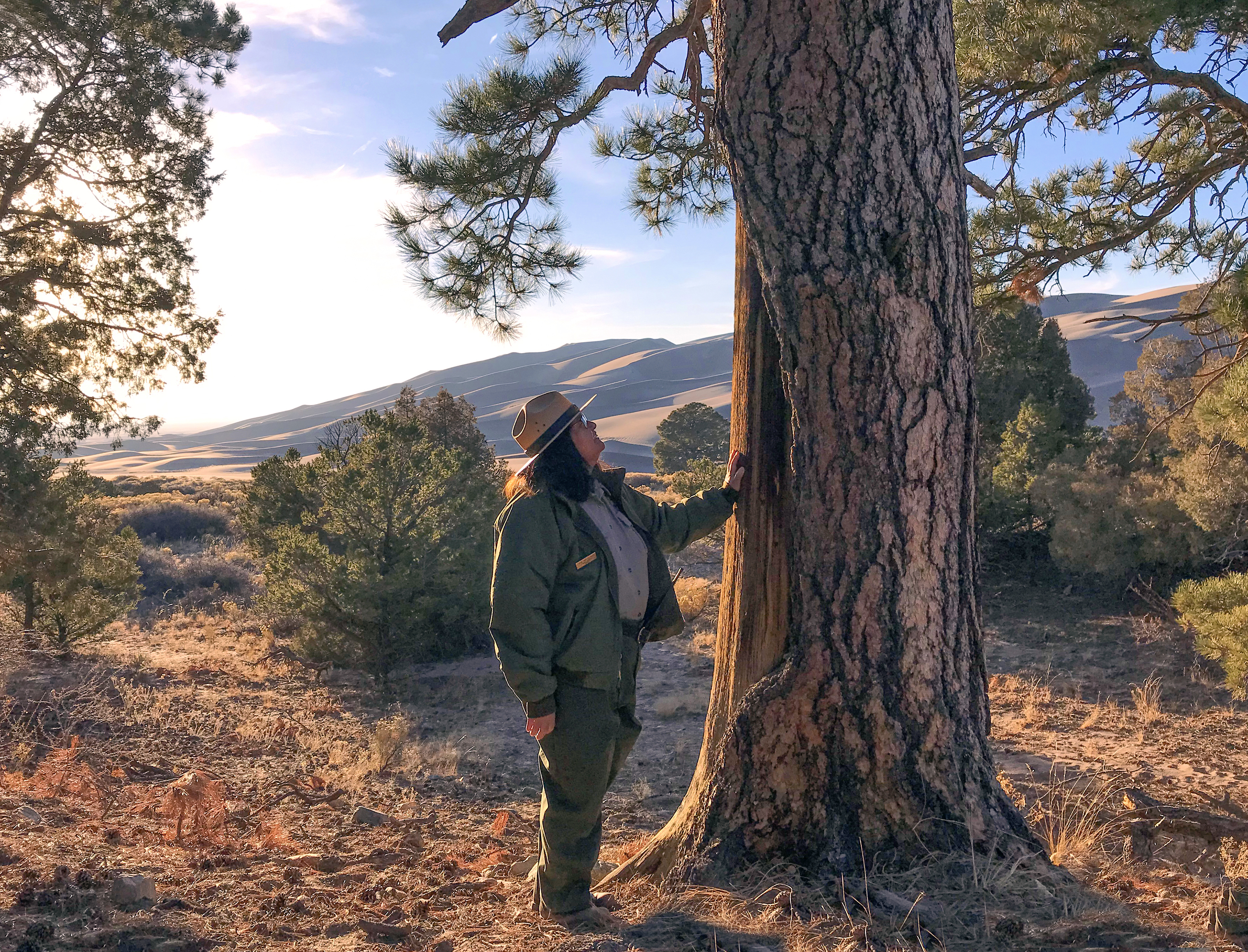
Un coahuilteco al Ranger Park
Kaw-u-tz (india Cado), fotografia del 1906
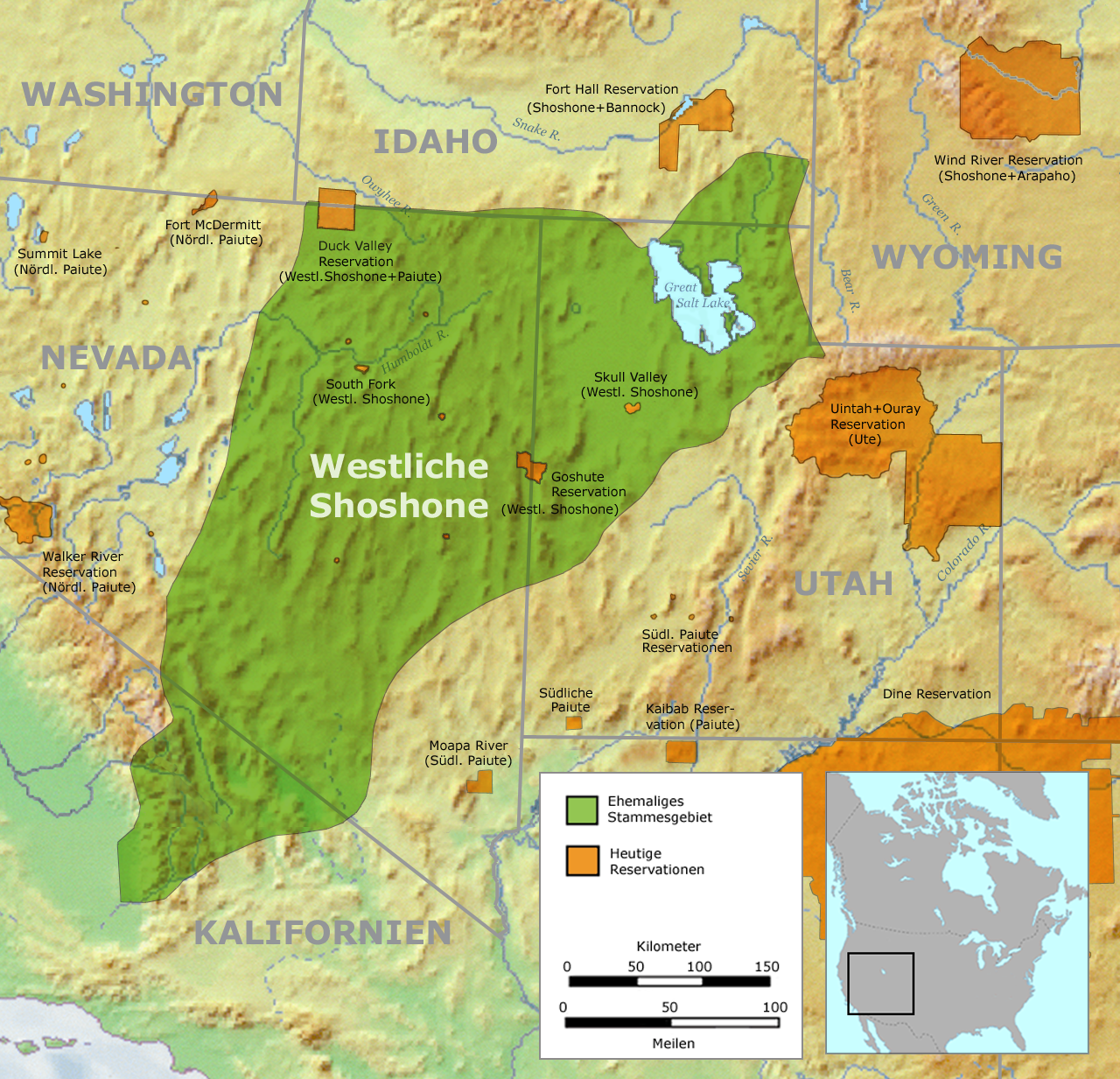
Territori Shosho
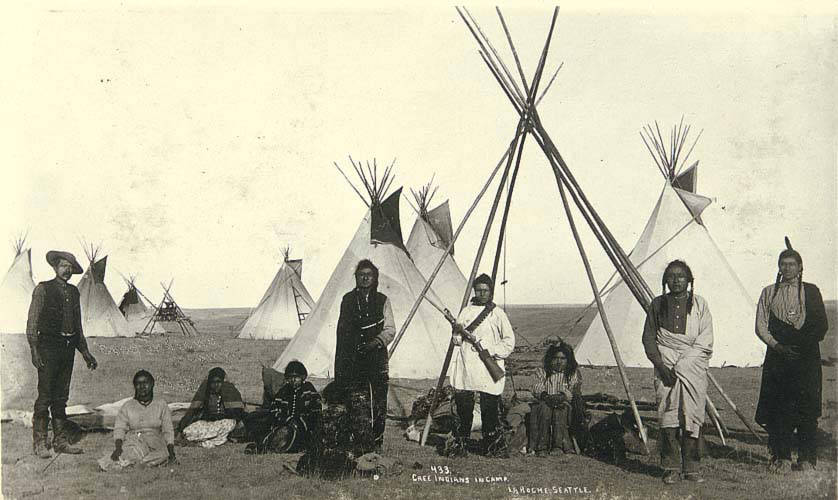
"Indis Cree al campament", Montana, 1893
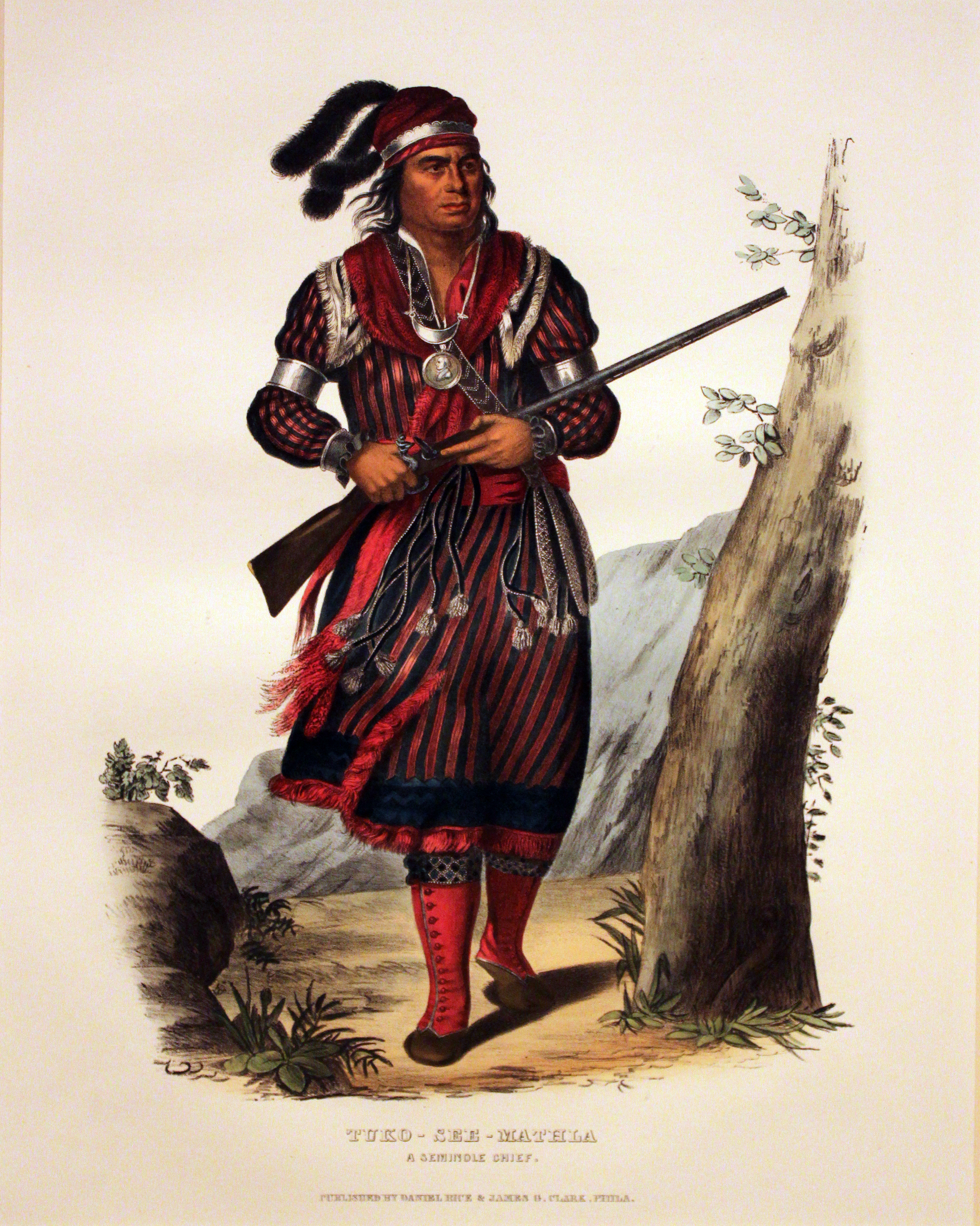
1833 Catlin Tuko-See-Mathla, anagoria del cap seminola
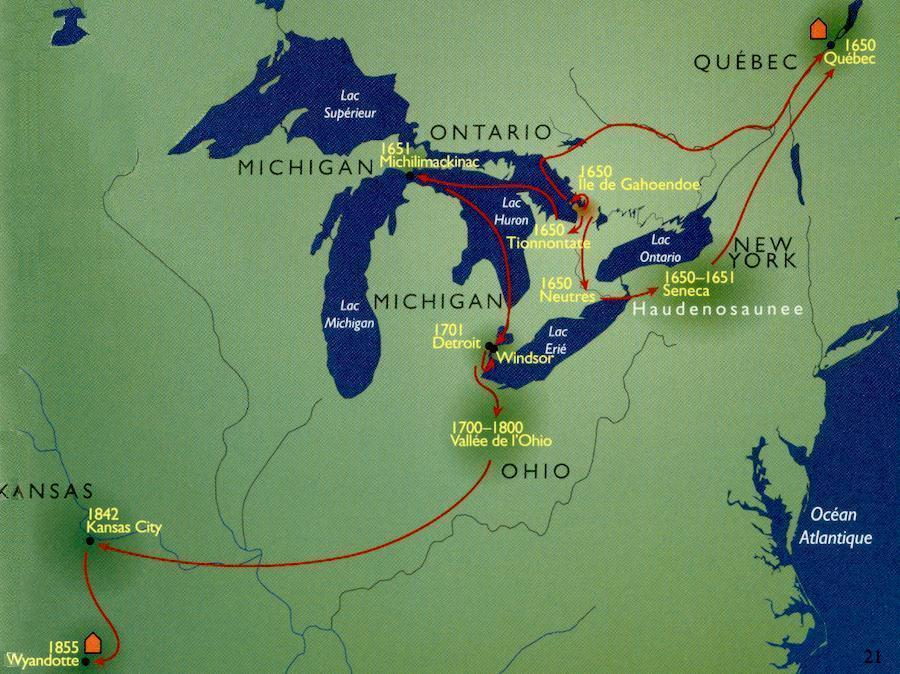
Huronia
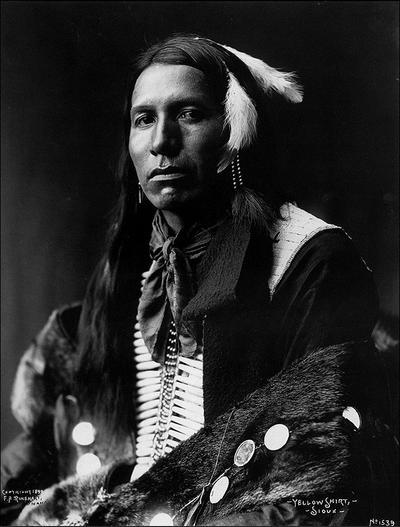
Camisa groga, cap Hunkpapa Sioux. Fotografia de Frank A. Rinehart, 1898.
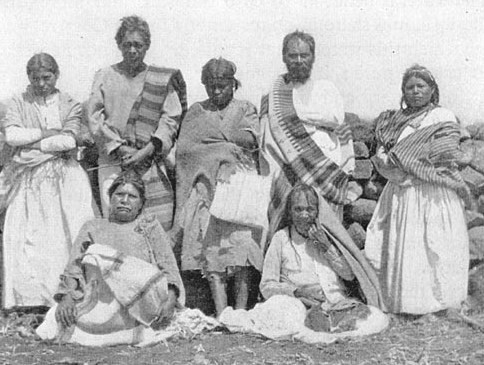
Els cores són un poble indígena de Mèxic que viuen a l'estat de Nayarit,
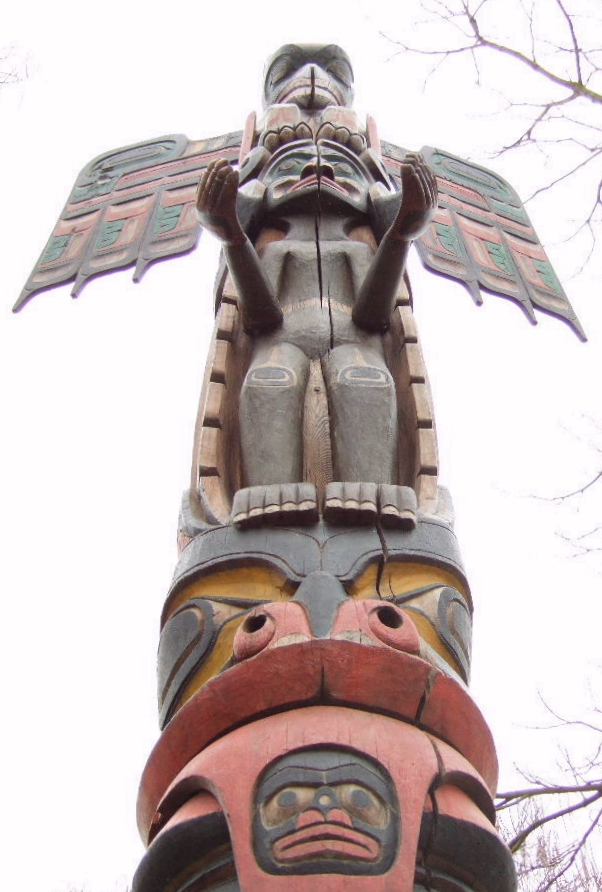
Tótem de Kwakiutl-Chief Tony Hunt.
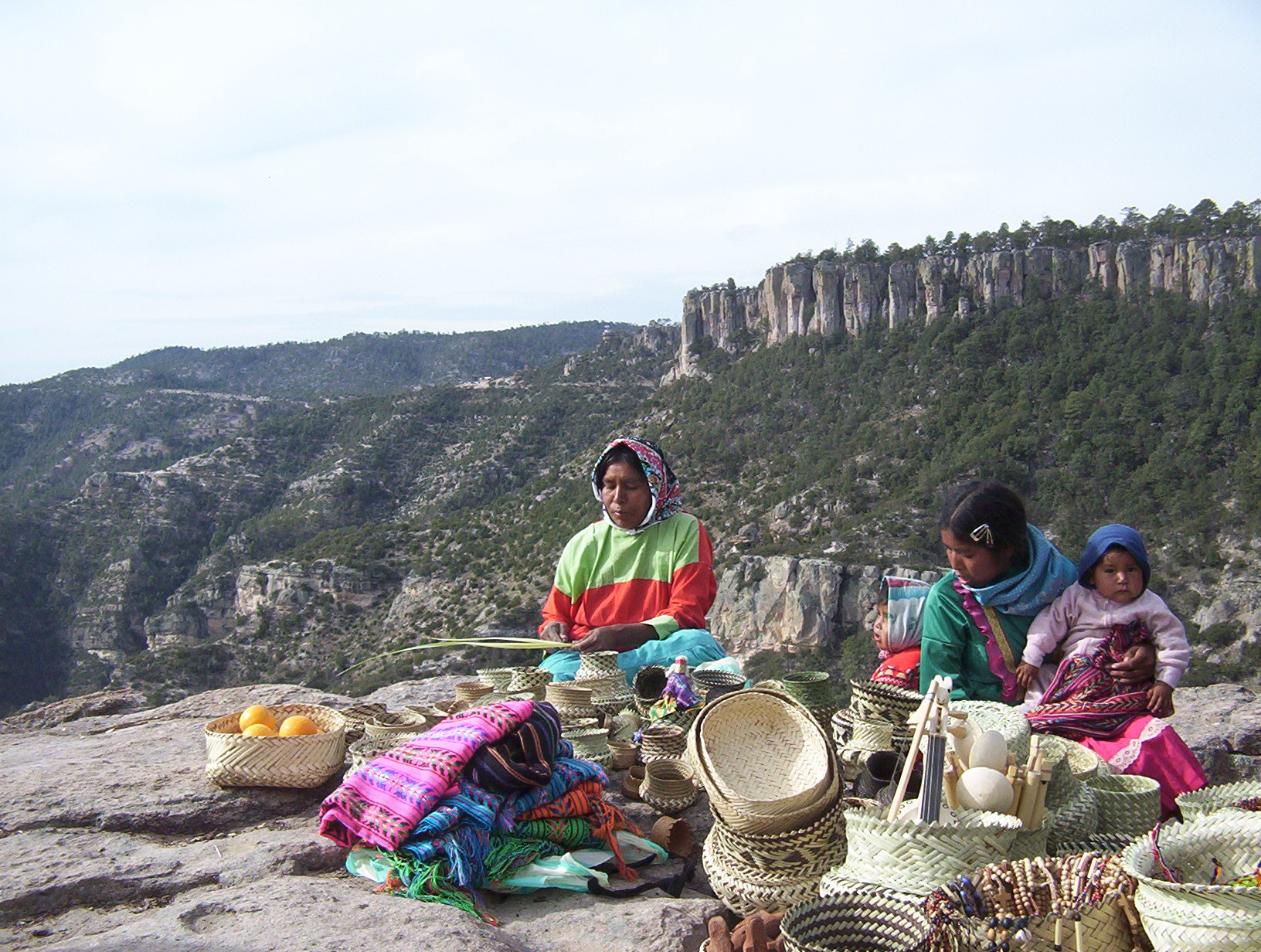
Grup de dones Tarahumara venent els seus productes
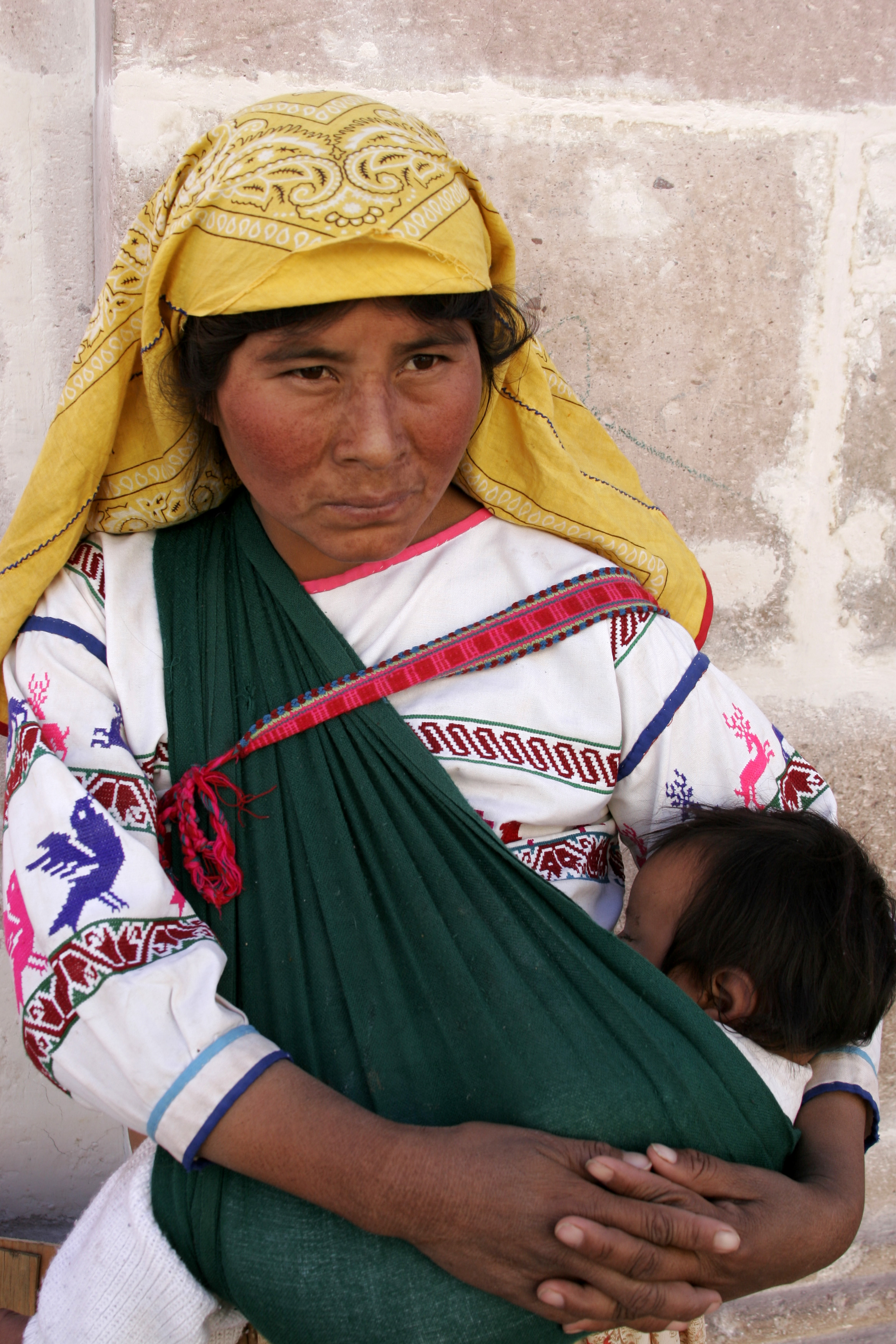
Dona huichol amb el seu fill
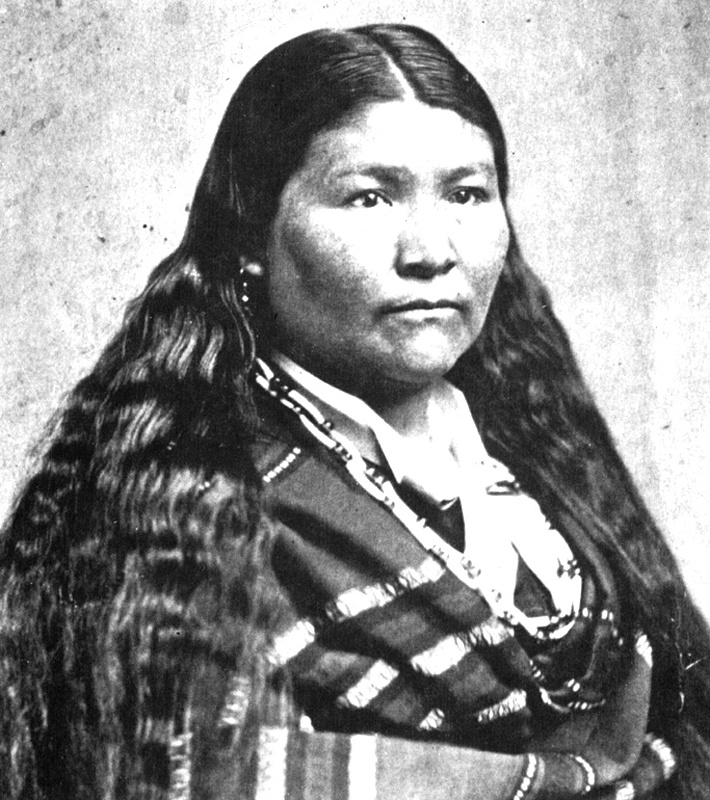
Winema, cabdill modoc
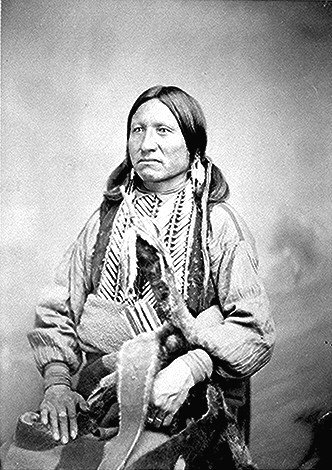
Kicking Bird (Tene'-angopte), cap de Kiowa i net d'un corb captiu; de tres quarts de llarg, assegut.
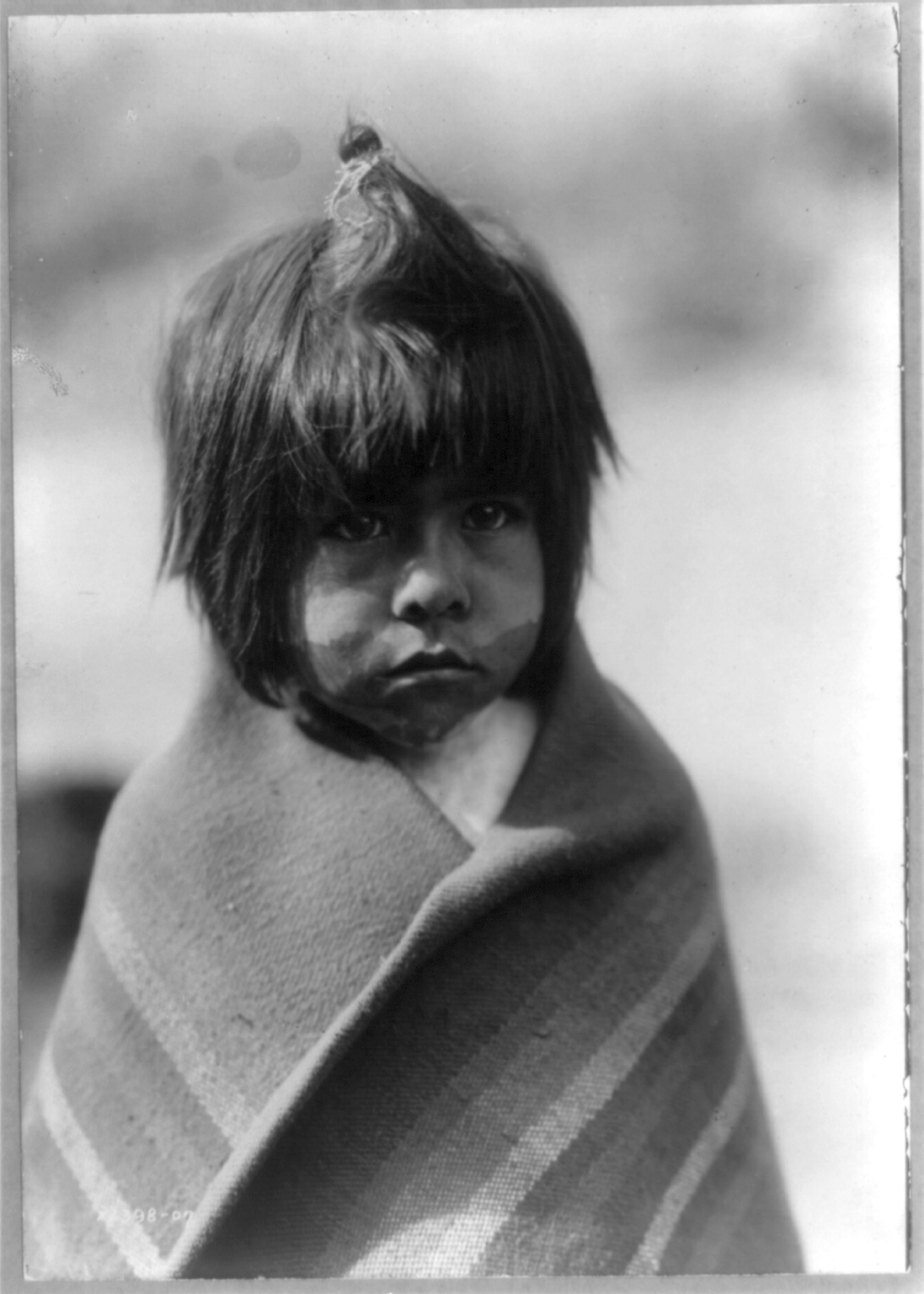
Infant Chemehuevi
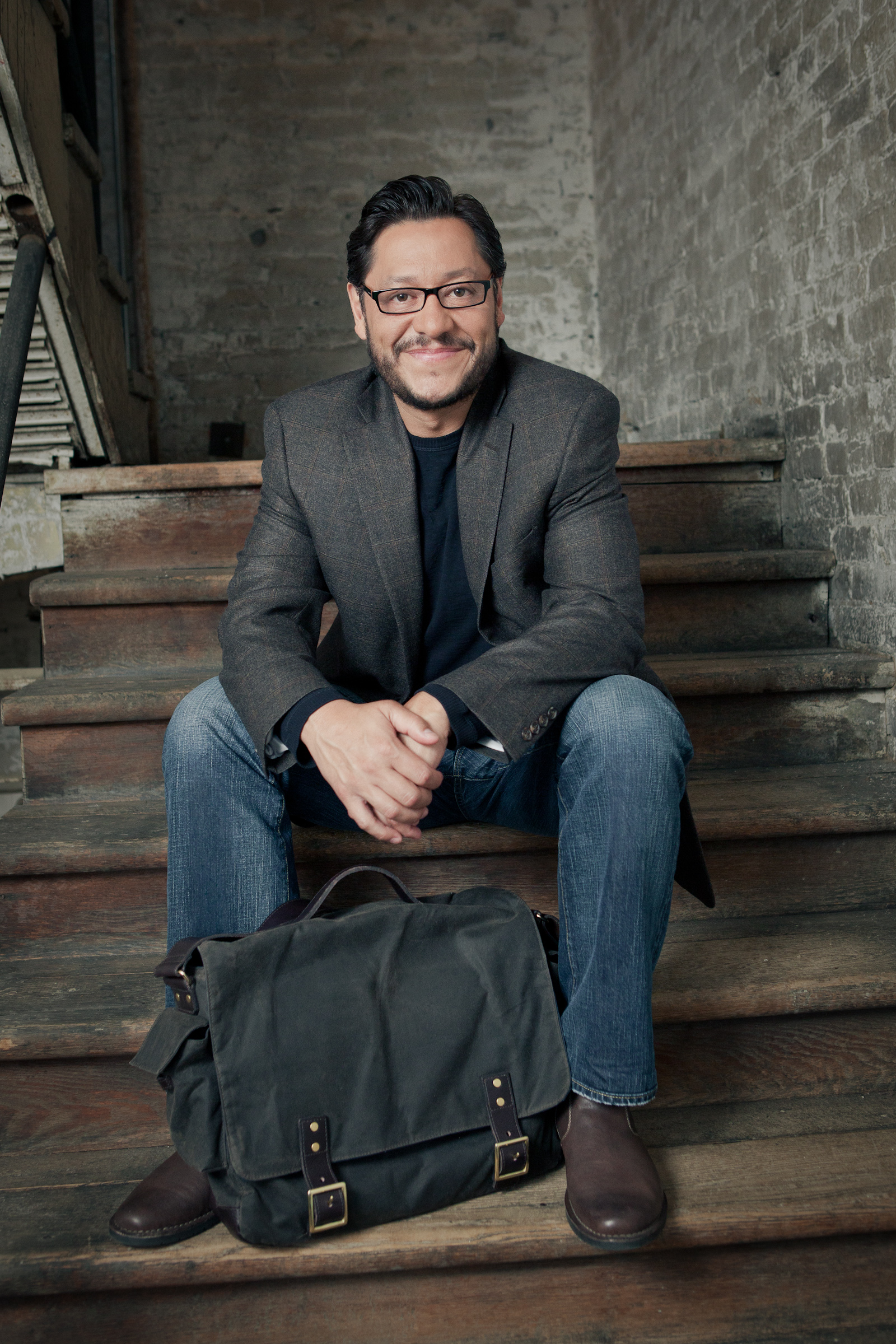
Rob Cabitto, escriptor d'orien karuk
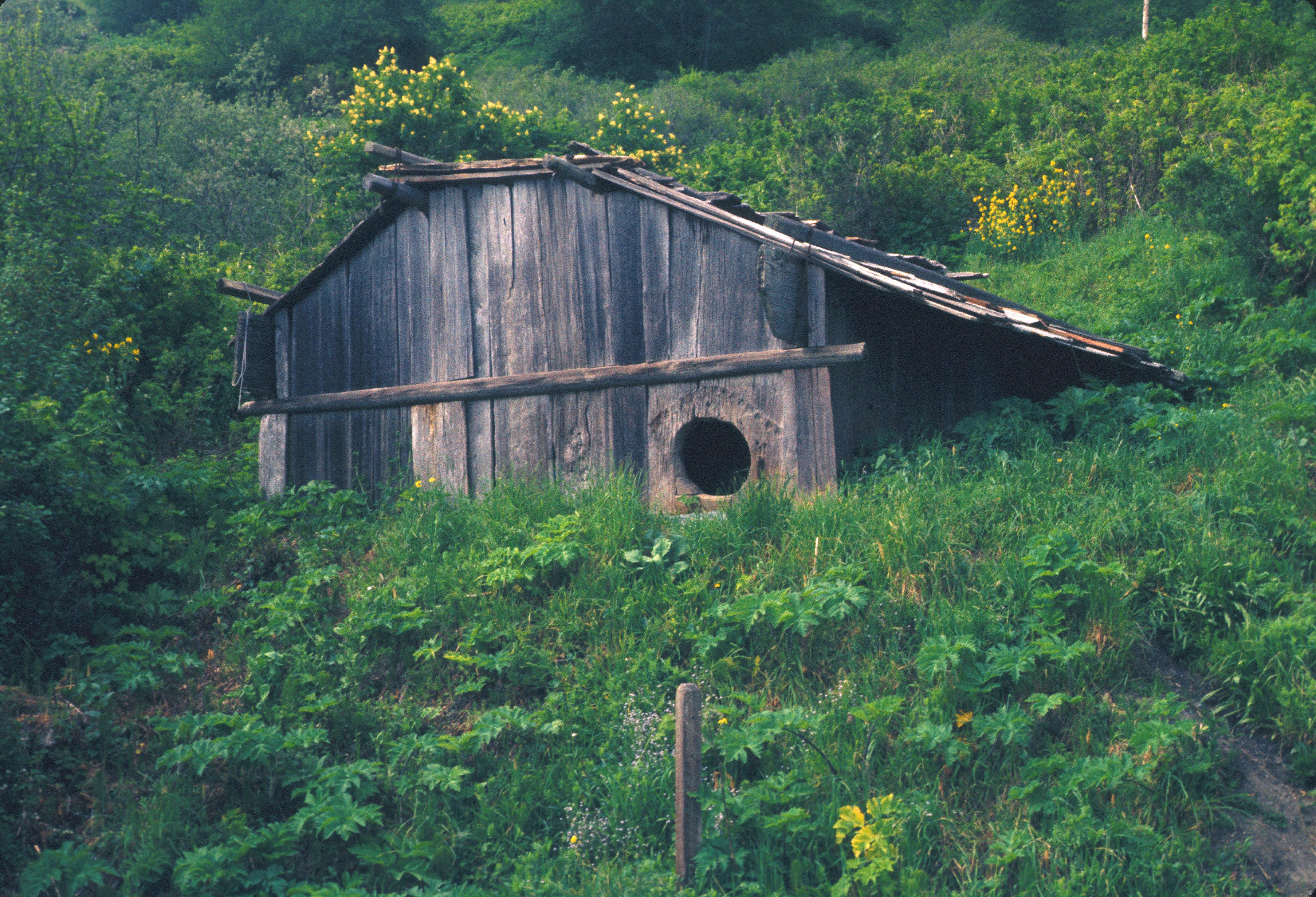
Casa de fusta Yurok
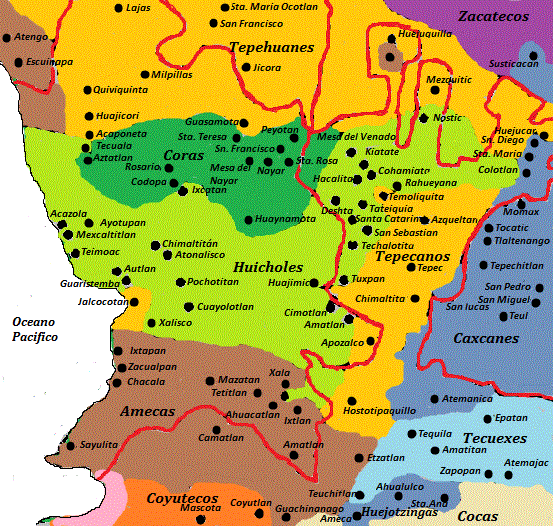
Pueblos indígenas en el estado de Nayarit cuando la conquista española